# FIFA 15
FIFA 15 är ett fotbollsspel utvecklat av EA Canada  och utgivet av Electronic Arts. Spelet släpptes 23 september 2014 i Nordamerika, 25 september 2014 i Europa och 26 september samma år i Storbritannien och Irland till Playstation 3, Playstation 4, Playstation Vita, Wii, Xbox One, Xbox 360, Microsoft Windows, IOS och Android.  PC-versionen använder sig av EA:s Ignitemotor tillsammans med PS4 och Xbox One.
En demoversion släpptes den 9 september 2014, med tre nya lag - Chelsea FC, Liverpool FC och SSC Napoli tillsammans med spelets tidigare demolag: BV Borussia Dortmund, FC Barcelona, Manchester City FC, CA Boca Juniors och Paris Saint-Germain FC.

## Omslag
Lionel Messi medverkar på spelets omslag, i vissa regioner förekommer andra spelare.
- USA: Clint Dempsey[6] 1
- Australien: Tim Cahill[7][8]

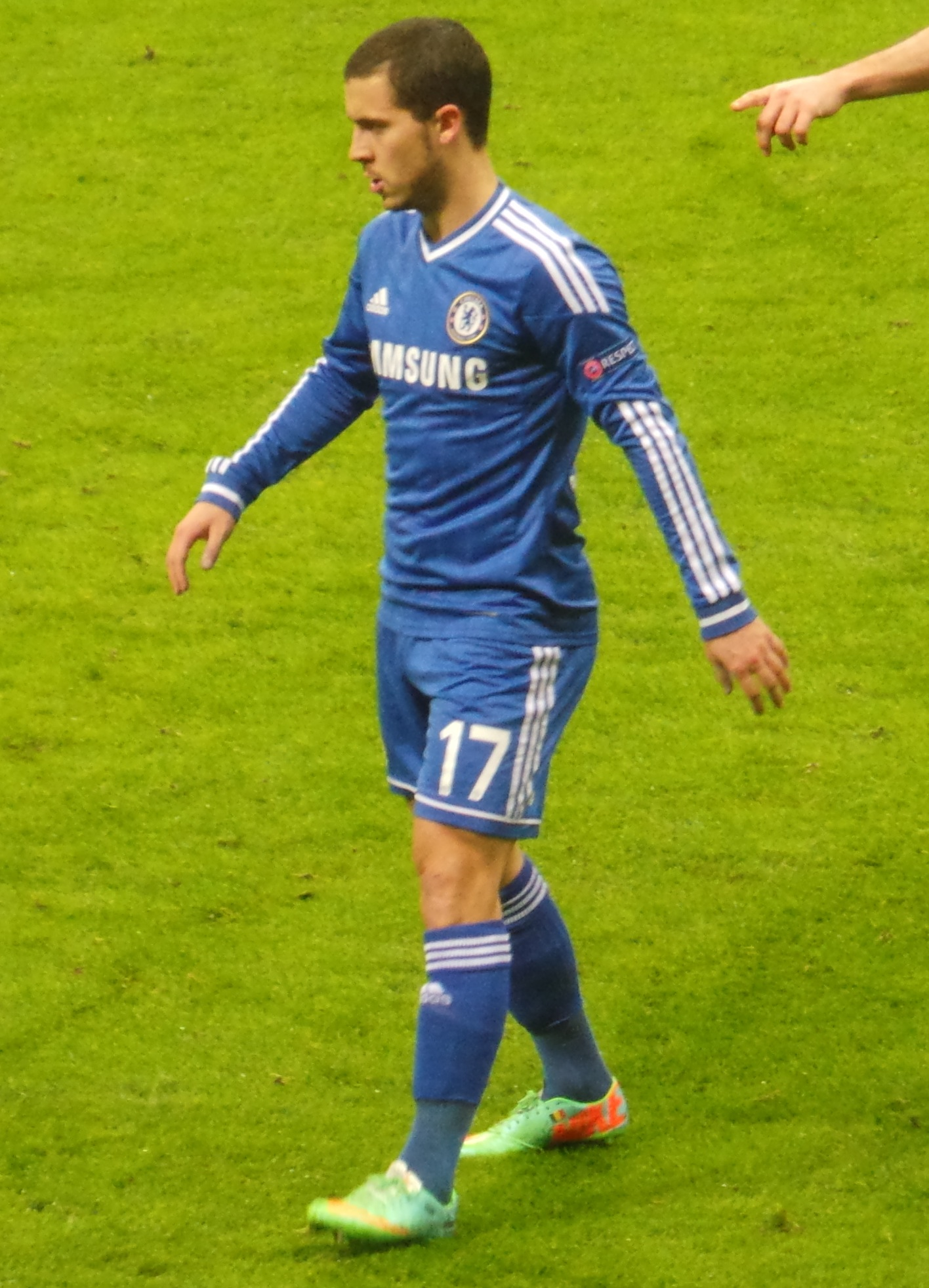
Eden Hazard är med på omslaget tillsammans med Lionel Messi i många europeiska länder.

- Italien: Gonzalo Higuaín[9]
- Polen: Robert Lewandowski[10]
- Österrike: David Alaba[11]
- Schweiz: Xherdan Shaqiri[12]
- Mexiko: Javier Hernández[13]
- Sydamerika: Arturo Vidal[14]
- Storbritannien, Irland, Frankrike, Belgien, Nederländerna: Eden Hazard[15]
- Tjeckien: Michal Kadlec[16]
- Turkiet: Arda Turan[17][18]
- Japan: Atsuto Uchida[19]
- Arabvärlden: Yahya Al-Shehri[20]

^1  - Xbox-versionen av omslaget har annorlunda foto på Dempsey i Seattle Sounders med sponsrad Xbox-logga på.

## Soundtrack
Spelets soundtrack har följande låtar.
- Avicii – "The Nights"
- A-Trak featuring Andrew Wyatt – "Push"
- Bang Ma Deck– "Utopia"
- Jacob Banks – "Move with You"
- Broods – "L. A. F."
- Catfish and the Bottlemen – "Cocoon"
- ChocQuibTown – "Uh La La"
- Death from Above 1979 – "Crystal Ball"
- Dirty South – "Tunnel Vision"
- Elliphant – "All or Nothing"
- Elliphant – "Purple Light"
- Emicida featuring Rael – "Levanta e Anda"
- FMLYBND – "Come Alive"
- Foster the People – "Are You What You Want to Be?"
- The Griswolds – "16 Years"
- Joywave featuring KOPPS – "Tongues"
- Jungle – "Busy Earnin'"
- Kasabian – "stevie"
- Kinski Gallo – "Cumbia del Corazón"
- The Kooks – "Around Town"
- Kwabs – "Walk"
- Lowell – "Palm Trees"
- The Madden Brothers – "We Are Done"
- Madeon – "Imperium"
- Magic Man – "Tonight"
- Milky Chance – "Down by the River"
- The Mountains – "The Valleys"
- MPB4 – "Agibore (Marky's Ye-Mele Refix)"
- Nico & Vinz – "When the Day Comes"
- Polock – "Everlasting"
- Prides – "Out of the Blue"
- Rudimental featuring Alex Clare – "Give You Up"
- Saint Motel – "My Type"
- Saint Raymond – "Wild Heart"
- Sante Les Amis – "Brasil"
- Slaptop – "Sunrise"
- Teddybears – "Sunshine"
- Tensnake – "Pressure"
- The Ting Tings – "Super Critical"
- Tune-Yards – "Water Fountain"
- Vance Joy – "Mess Is Mine"

## Kommentatorer

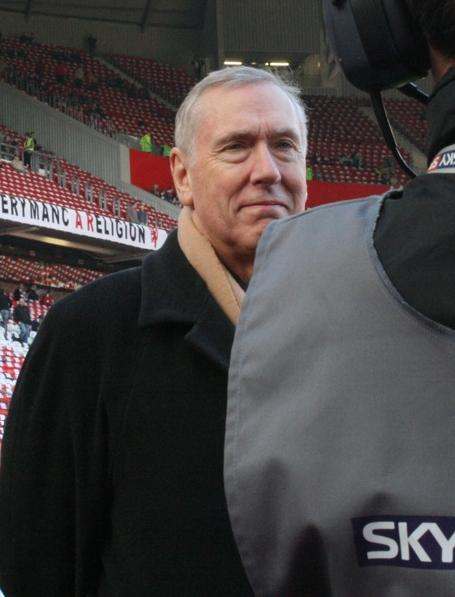
Martin Tyler kommenterar engelskspråkiga versionerna av spelet.

- Storbritannien, Irland, Australien och Nya Zeeland: Martin Tyler, Alan Smith/Clive Tyldesley och Andy Townsend[22]
- Nordamerika: Martin Tyler, Alan Smith/Clive Tyldesley och Andy Townsend (engelsk version), Hervé Mathoux och Franck Sauzée (fransk version), Fernando Palomo, Mario Alberto Kempes och Ciro Procuna (spansk version)
- Latinamerika (utom Brasilien): Fernando Palomo, Mario Alberto Kempes och Ciro Procuna
- Tjeckien: Jaromír Bosák  Petr Svěcený 1
- Italien: Pierluigi Pardo  Stefano Nava[23]
- Nederländerna: Evert ten Napel och Youri Mulder
- Tyskland: Frank Buschmann och Manni Breuckmann
- Ungern: Richárd Faragó och István B. Hajdu1
- Polen: Dariusz Szpakowski och Włodzimierz Szaranowicz
- Frankrike: Hervé Mathoux och Franck Sauzée
- Spanien: Manolo Lama och Paco González
- Arab world: Essam Shawali och Abdullah Al Harbi
- Brasilien: Tiago Leifert och Caio Ribeiro
- Portugal: Hélder Conduto och David Carvalho 1
- Ryssland: Yuri Rozanov och Vasiliy Soloviev

^1  - Endast till Xbox 360 och PlayStation 3.

### Fotnoter
1. ↑  ”FIFA 15 on iOS is FUT only”. Futhead. Arkiverad från originalet den 13 september 2014. https://web.archive.org/web/20140913021149/http://news.futhead.com/posts/29559-fifa-15-on-ios-is-fut-only. Läst 22 september 2014.
2. ↑  ”FIFA 15 - Platforms leaked”. www.multiplayer.com. Arkiverad från originalet den 16 december 2014. https://web.archive.org/web/20141216114233/http://multiplayer.com/catalog/advanced_search_result.php?categories_id=0&keywords=fifa+15&dasuggest=. Läst 22 september 2014.
3. ↑  ”FIFA 15 PC specs drop with first teaser trailer”. www.vg247.com. http://www.vg247.com/2014/06/06/fifa-15-pc-ps4-xbox-trailer-specs-drop/. Läst 22 september 2014.
4. ↑  ”FIFA 15 will debut fancy new Ignite Engine on PC”. www.pcgamer.com. http://www.pcgamer.com/2014/06/06/fifa-15-will-debut-fancy-new-ignite-engine-on-pc/. Läst 21 september 2014.
5. ↑  ”Fifa 15 - demo out on September 9 ahead of full release of EA Sports game featuring Swansea City's Liberty Stadium in UK on September 25”. South Wales Evening Post. 3 september 2014. http://www.southwales-eveningpost.co.uk/Fifa-15-demo-September-9-ahead-release-EA-Sports/story-22869984-detail/story.html.
6. ↑  ”FIFA 15 - NORTH AMERICAN COVER REVEAL”. EA Sports. http://www.easports.com/fifa/news-updates-gameplay/article/fifa-15-north-america-cover-clint-dempsey. Läst 6 maj 2015.
7. ↑  ”FIFA 15 - AUSTRALIAN COVER REVEAL”. Twitter. https://mobile.twitter.com/EA_Australia/status/492244069671010304/photo/1. Läst 6 maj 2015.
8. ↑  ”FIFA 15 - AUSTRALIAN COVER SHOT”. FIFPlay. http://www.fifplay.com/fifa15-cover-australia/. Läst 6 maj 2015.
9. ↑  ”FIFA 15 - ITALIAN COVER  REVEAL” (på italienska). EA Sports. Arkiverad från originalet den 6 augusti 2014. https://archive.is/20140806211818/http://www.easports.com/it/fifa/news-aggiornamenti-gameplay/articolo/fifa-15-svelata-la-cover-italiana-it. Läst 6 maj 2015.
10. ↑  ”FIFA 15 - POLISH COVER  REVEAL”. FIFPlay. http://www.fifplay.com/fifa15-cover-poland/. Läst 16 augusti 2014.
11. ↑  ”FIFA 15 Cover for Austria Revealed”. FIFPlay. http://www.fifplay.com/fifa15-cover-austria/. Läst 18 augusti 2014.
12. ↑  ”Shaqiri on FIFA 15 Cover in Switzerland Revealed”. Spottis. Arkiverad från originalet den 20 augusti 2014. https://web.archive.org/web/20140820055642/http://spottis.com/game/xherdan-shaqiri-on-fifa-15-cover-in-switzerland//. Läst 6 maj 2015. Arkiverad 11 januari 2015 hämtat från the Wayback Machine. ”Arkiverade kopian”. Arkiverad från originalet den 20 augusti 2014. https://web.archive.org/web/20140820055642/http://spottis.com/game/xherdan-shaqiri-on-fifa-15-cover-in-switzerland/. Läst 6 maj 2015.
13. ↑  ”Chicharito joins Messi on FIFA 15 Cover in Mexico”. FIFPlay. http://www.fifplay.com/fifa15-cover-mexico/. Läst 6 maj 2015.
14. ↑  ”FIFA 15 Cover for Latin America Featuring Arturo Vidal”. FIFPlay. http://www.fifplay.com/fifa15-cover-latin-america/. Läst 6 maj 2015.
15. ↑  ”Eden Hazard - FIFA 15 cover star”. EA Sports. 21 August 2014. http://www.easports.com/uk/fifa/news/2014/fifa-15-cover-eden-hazard. Läst 21 augusti 2014.
16. ↑  ”FIFA 15'te ikinci sürpriz”. Fotomac. http://www.fotomac.com.tr/futbol/2014/08/25/fifa-15te-ikinci-surpriz/. Läst 6 maj 2015.
17. ↑  ”FIFA 15'in kapağında Arda Turan yer alacak”. Youtube. http://www.youtube.com/watch?v=xXTopnMxK-0&feature=youtu.be. Läst 27 augusti 2014.
18. ↑  ”FIFA 15 Turkish Cover Shot”. FIFPlay. http://www.fifplay.com/fifa15-cover-turkey/. Läst 6 maj 2015.
19. ↑  ”FIFA 15 Covers – All the Official FIFA 15 Covers in a Single Place” (på engelska). fifauteam.com. 29 juli 2014. http://www.fifauteam.com/fifa-15-covers/.
20. ↑  ”Officially, Al Nasr player Yahya Al-Shehri on the cover of FIFA's arabic version”. Arkiverad från originalet den 2 september 2014. https://archive.is/20140902185437/https://www.facebook.com/EAMiddleEast/posts/10152608726533614%23. Läst 6 maj 2015.
21. ↑  ”Listen to the FIFA 15 Soundtrack”. Listen to the FIFA 15 Soundtrack. http://www.easports.com/fifa/news/2014/fifa-15-soundtrack-details. Läst 16 september 2014.
22. ↑  ”FIFA 15 Commentary Team Return For Recording Duties”. FIFASolved. Arkiverad från originalet den 14 juli 2015. https://web.archive.org/web/20150714080419/http://fifasolved.com/2014/03/22/fifa-15-commentary-team-return-for-recording-duties/. Läst 6 maj 2015.
23. ↑  ”FIFA 15 - NEW ITALIAN COMMENTARY TEAM”. EA Sports. http://www.easports.com/fifa/news-updates-gameplay/article/fifa-15-italian-commentary-team-pardo-and-nava. Läst 6 maj 2015.